# Rentnercops/Episodenliste
Diese Episodenliste enthält alle Episoden der deutschen Krimiserie Rentnercops, sortiert nach der deutschen Erstausstrahlung. Die Fernsehserie umfasst 7 Staffeln mit 82 ausgestrahlten Episoden.

## Übersicht
| Staffel | Episodenanzahl | Folgen von/bis | Erstausstrahlung  | Erstausstrahlung  |
| Staffel | Episodenanzahl | Folgen von/bis | Staffelpremiere   | Staffelfinale     |
| ------- | -------------- | -------------- | ----------------- | ----------------- |
| 1       | 8              | 1–8            | 31. März 2015     | 19. Mai 2015      |
| 2       | 16             | 9–24           | 16. November 2016 | 8. März 2017      |
| 3       | 16             | 25–40          | 5. September 2018 | 2. Januar 2019    |
| 4       | 16             | 41–56          | 8. Januar 2020    | 22. April 2020    |
| 5       | 8              | 57–64          | 3. November 2021  | 22. Dezember 2021 |
| 6       | 12             | 65–76          | 15. Februar 2023  | 10. Mai 2023      |
| 7       | 6              | 77–82          | 27. März 2024     | 8. Mai 2024       |

## Staffel 1
Die erste Staffel wurde vom 31. März 2015 bis zum 19. Mai 2015 erstausgestrahlt.
| Nr. (ges.) | Nr. (St.) | Originaltitel                     | Zusammenfassung | Erstausstrahlung D | Regie          | Drehbuch             |
| ---------- | --------- | --------------------------------- | --- | ------------------ | -------------- | -------------------- |
| 1          | 1         | Verdamp lang her                  | Die beiden pensionierten Kriminalhauptkommissare Edwin Bremer und Günther Hoffmann werden zur Aufklärung eines alten Falles wieder in den aktiven Polizeidienst zurückberufen. Dabei erleben sie erstmal einige Schocks. Erst offenbart Kommissaranwärter Hui Ko Edwin und Günther, dass sie mit Computern arbeiten sollen, und ihre Chefin, Vicky Adam, ist lesbisch. Aber auch sie ist den beiden und ihren altmodischen Ermittlungsstrategien skeptisch gegenübergestellt, zumal sie es mit den Regeln nicht so ganz genau zu nehmen scheinen. Allerdings finden Günter und Edwin so heraus, dass der damalige Staatsanwalt etwas zu verbergen hat und auch der Leiter einer Brauerei nicht so ganz unschuldig ist. | 31. März 2015      | Lars Jessen    | Sonja Schönemann     |
| 2          | 2         | Solang man Träume noch leben kann | Ein Mann wird als vermisst gemeldet. Allerdings nicht von seiner Frau Ellen, sondern zuerst von seinem Arbeitskollegen und dann von seinen drei Freundinnen. Edwin und Günther versuchen den Mann – oder dessen Leiche – zu finden. Edwin, Vicky Adam und Hui Ko kommt es seltsam vor, dass nicht die Ehefrau ihren Mann als erstes als vermisst gemeldet hat. Günther hingegen ist sich sicher, dass sie unschuldig ist, was aber vor allem daran liegt, dass die Frau mit seiner Frau Heidrun befreundet ist. | 7. Apr. 2015       | Lars Jessen    | Sonja Schönemann     |
| 3          | 3         | Wunder gescheh’n                  | Die Verlobte des konservativen Politikers Brunner wird ermordet. Unter anderem, weil er betrunken am Tatort war, zeigen alle Spuren darauf, dass er der Mörder ist. Edwin und Günther können aber nicht glauben, dass er es war, der die Tote ermordet hat. In ihren Ermittlungen stoßen sie auf einen Paparazzo, der mehr über die Ermordete weiß, als er anfangs zugibt und auf den Nachbarn Brunners. | 14. Apr. 2015      | Thorsten Näter | Sonja Schönemann     |
| 4          | 4         | Das Würfelspiel                   | Nach dem Abitur feiern die drei Abiturienten Thilo, Janneck und Gordon in einem Nachtclub und nehmen auch alle möglichen Betäubungsmittel zu sich. Am nächsten Morgen wird Thilo tot bei einer Autobahnauffahrt aufgefunden, Gordon liegt, nachdem er von der Mülheimer Brücke gesprungen ist, auf der Intensivstation, und Janneck scheint immer noch auf Drogen zu sein. Um herauszufinden, was an dem Abend wirklich geschehen ist, müssen Günther und Edwin undercover in den Nachtclub, in dem die drei Freunde gefeiert haben. | 21. Apr. 2015      | Lars Jessen    | Sonja Schönemann     |
| 5          | 5         | Einer ist immer der Loser         | In der Tiefgarage am kleinen Theater wird ein Mann erschossen. Polizeipräsident Plocher und Oberstaatsanwalt Wagenknecht wollen unbedingt als Erste am Tatort erscheinen und lassen dort den mutmaßlichen Täter mit allen Beweismitteln entwischen. Damit die Presse und alle anderen Mitarbeiter nichts mitbekommen, sollen Edwin und Günther den Fall heimlich aufklären. | 28. Apr. 2015      | Thorsten Näter | Sonja Schönemann     |
| 6          | 6         | Atemlos durch die Nacht           | Edwin und Günther werden mit der Bewachung einer Zeugin beauftragt. Vicky kommt es komisch vor, dass man diese Aufgabe den beiden zuweist, und auch das sichere Haus, in das man die Zeugin bringt, ist von der Lage her seltsam. Die drei und Hui Ko haben den Verdacht, dass irgendetwas nicht stimmt. | 5. Mai 2015        | Thorsten Näter | Peter Güde           |
| 7          | 7         | Keine ruhige Minute               | Erna Renner erleidet, als bei ihr eingebrochen wird, einen Herzinfarkt. Ihr Mann glaubt, dass sie ermordet wurde. In der Gegend, wo die beiden leben, wurde jedoch in letzter Zeit öfters eingebrochen. Seltsamerweise wurde nie etwas gestohlen, sondern der Einbrecher hat immer eine halbe Blutwurst dagelassen. Edwin und Günther vermuten einen Zusammenhang. Die anderen Einbruchsopfer, alles entweder ältere Ehepaare oder alleinstehende Frauen, wollen die Tote und sich untereinander nicht gekannt haben, ziehen aber innerhalb kurzer Zeit ihre Anzeigen gegen unbekannt alle auf einmal zurück. | 12. Mai 2015       | Thorsten Näter | Sonja Schönemann     |
| 8          | 8         | Neue Männer braucht das Land      | Weil seine Mutter entführt wurde, raubt der Mitarbeiter einer Sicherheitsfirma seinen Geldtransporter aus, um das Lösegeld zu zahlen. Kurz darauf stellt er sich der Polizei, und auch seine Mutter taucht wieder auf. Die Phantombilder der drei Täter sind aber auffällig ähnlich. Und auch das, was Edwin bei einer Freundin von Heidrun, der Heilpraktikerin Bärbel, hört, die angeblich einen Stalker hat, wirft Fragen auf. Denn die Entführte ist alles andere als zufrieden, dass ihr Sohn die Polizei kontaktiert hat. | 19. Mai 2015       | Thorsten Näter | Christoph Benkelmann |

## Staffel 2
Die zweite Staffel wurde vom 16. November 2016 bis zum 8. März 2017 erstausgestrahlt.
| Nr. (ges.) | Nr. (St.) | Originaltitel                   | Zusammenfassung | Erstausstrahlung D | Regie                                 | Drehbuch             |
| ---------- | --------- | ------------------------------- | --- | ------------------ | ------------------------------------- | -------------------- |
| 9          | 1         | Junimond                        | Eine Tote wird erschossen in ihrem Haus aufgefunden. Edwin und Günther wundern sich, wo denn der Leichenarzt Dr. Körfer bleibt, nur um später geschockt festzustellen, dass dieser ebenfalls ermordet im Haus der Frau liegt. Um den Doppelmord aufzuklären, versuchen sie herauszufinden, wie das Verhältnis zwischen Körfer und der Ermordeten war mit dem Ergebnis, dass dieser einer Affäre mit ihr hatte. Hui Ko verdächtigt deshalb den Ehemann, Vicky, Edwin und Günther glauben allerdings nicht, dass er der Täter war. | 16. Nov. 2016      | Frauke Thielecke                      | Sonja Schönemann     |
| 10         | 2         | Echte Freunde                   | Bei einem Stammtisch wird einer von sieben Stammtischbrüdern erstochen. Bei der Befragung schweigen zunächst alle anderen sechs, legen am nächsten Tag jedoch alle ein Geständnis ab, der Mörder zu sein. Bei ihren Ermittlungen finden Edwin und Günther heraus, dass nicht nur die Stammtischbrüder etwas mit dem Mord zu tun haben, sondern auch deren Ehefrauen. | 23. Nov. 2016      | Frauke Thielecke                      | Sonja Schönemann     |
| 11         | 3         | Wolke 4                         | Britta Zegers wird ermordet am Rheinufer gefunden. Die Tote hat über die Dating Plattform Meetpoint mehrere Männer kennengelernt und sich mit ihnen zum Sex verabredet und ihre jeweiligen festen Freunde immer mit ihnen betrogen. Ihr aktueller Freund will von all dem nichts gewusst haben, und auch ihre Meetpoint-Bekanntschaften sind nicht besonders hilfreich, da diese die Tote eigentlich gar nicht kannten. | 7. Dez. 2016       | Frauke Thielecke                      | Sonja Schönemann     |
| 12         | 4         | Der Kommissar                   | Beim Einkaufen am Wochenende mit seiner Frau wird Günther vom Kleinkriminellen Mirko Schulze und dessen Bruder entführt. Nach einem Schlag auf den Kopf hat er vergessen, wer er ist. Während Edwin, Vicky und Hui Ko sowie seine besorgte Frau Heidrun mit Hochdruck nach ihm suchen, denkt er, er wäre ein Juwelendieb, der aus dem Gefängnis ausgebrochen ist und der Vater Mirkos und seines Bruders. Die beiden planen nebenbei noch mit ihrer Mutter, Gerda Schulze, einen Überfall auf eine Bank. | 14. Dez. 2016      | Frauke Thielecke                      | Christoph Benkelmann |
| 13         | 5         | Solang wir noch am Leben sind   | Eigentlich hat Edwin keine Lust auf seinen Geburtstag. Statt zu der von Heidrun vorbereiteten Party zu gehen, feiern er und Günther in einem Billardclub. Zum Geburtstag wünscht er sich, einmal schneller am Tatort zu sein, als Hui Ko. Tatsächlich wird der Besitzer des Clubs während ihres Aufenthalts dort erstochen. Nun stellt sich ihnen die Frage, wer der Täter ist, denn sowohl der Vermieter, der seine Immobilie gerne besser nutzen möchte, als auch die Frau, die reichlich erbt, sowie einer der Billardspieler, der vom Opfer bei der Weltmeisterschaft beim Betrug erwischt wurde, sind verdächtig.                 | 21. Dez. 2016      | Christoph Schnee                      | Christoph Benkelmann |
| 14         | 6         | Niemals geht man so ganz        | Edwin und Günther sind bei den Ermittlungen um ein totes Ehepaar, das gemeinsam tot im gemeinsamen Bett gefunden wurde, unterschiedlicher Meinung. Während Günther an einen Selbstmord glaubt, ist Edwin sich sicher, dass es ein Mord war, der nur so aussehen soll wie ein Suizid. Der Täter soll eines der beiden erwachsenen Kinder des Ehepaars sein. Auch Hui glaubt, dass die beiden ermordet wurden, der Abschiedsbrief ist nämlich mit dem Computer geschrieben, nicht von Hand. Bei ihren Ermittlungen finden Edwin und Günther außerdem heraus, dass der Mann dement war, laut dem Sohn, ohne dass seine Frau davon wusste. | 28. Dez. 2016      | Frauke Thielecke                      | Christoph Benkelmann |
| 15         | 7         | Uns trennt das Leben            | Im Krankenhaus stirbt ein junger Hockeyspieler an einem Herzinfarkt. Seine Schwester glaubt, dass er ermordet wurde, denn eigentlich war er kerngesund und nur wegen eines gebrochenen Arms dort. Diese Verletzung ist jedoch einem Unfall zu verschulden, der in Auftrag gegeben worden war. | 4. Jan. 2017       | Christoph Schnee                      | Sonja Schönemann     |
| 16         | 8         | Immer wieder geht die Sonne auf | Der Mitbesitzer eines Antiquitätenladens wird erschlagen. Edwin und Günther verdächtigen seine Frau, die sich jedoch an nichts mehr erinnern kann. Auch sie selber schließt nicht aus, die Täterin zu sein. Dabei umgehen die beiden Kriminalhauptkommissare mehrere Vorschriften, was die sowieso schon von ihrer Frau genervte Vicky nur noch mehr verärgert, sodass sie sogar entlassen werden. | 11. Jan. 2017      | Christoph Schnee                      | Sonja Schönemann     |
| 17         | 9         | Im Wagen vor mir                | In letzter Zeit hat ein Mann im Wald öfters versucht, Frauen zu vergewaltigen. Vicky, Günther und Hui wollen den Mann unbedingt finden und überführen. Jemand kommt ihnen aber zuvor, denn der Vergewaltiger wird von einem seiner Opfer und deren Mann erstochen im Wald gefunden. Wahrscheinlich hat dies eines seiner Opfer in Notwehr getan. Währenddessen wird Edwin, der immer noch nicht wieder im Dienst ist, von einem seiner alten Freunde zu einer Stelle gerufen, wo dieser angeblich ein Reh angefahren hat. Dort findet Edwin ein Messer, das sich später als die Tatwaffe entpuppt.                                     | 18. Jan. 2017      | Thomas Durchschlag, Michael Schneider | Sonja Schönemann     |
| 18         | 10        | Gute Nacht Freunde              | In der Wohnung zweier Studentinnen liegt ein toter Mann. Laut ihren Angaben ist er am vorherigen Abend mit ihnen nach einer Party nach Hause gegangen und habe dort gegessen. Der Tote ist angeblich Connor, Mitte zwanzig und ein Medizinstudent aus den USA. Dr. Schmidt stellt nicht nur fest, dass der Mann an einem Herzinfarkt gestorben ist, sondern auch, dass er mindestens zehn Jahre älter war, als die Studentinnen angegeben haben. Außerdem gibt es auch keinen Connor in den Austauschprogrammen an der Uni. | 25. Jan. 2017      | Thomas Durchschlag, Michael Schneider | Sonja Schönemann     |
| 19         | 11        | Freiheit                        | An seinem 70. Geburtstag fallen Achim Wagner sowie sein Schwiegersohn tot in ihr Grillfleisch. Vicky ist der Überzeugung, dass es sich hier um einen Giftmord handelt. Täterin soll eine der beiden Frauen sein, die sind nämlich Vegetarierinnen. Dr. Schmidt findet außerdem raus, dass Achim Wagner Krebs hatte, somit also ein Selbstmord vorliegen könnte. Des Weiteren hatte er, wie Edwin und Günther erfahren, einen Privatdetektiv engagiert, der seinen Schwiegersohn beobachten sollte. | 1. Feb. 2017       | Thomas Durchschlag                    | Sonja Schönemann     |
| 20         | 12        | Ein ehrenwertes Haus            | Ein Vertreter wird tot im Park gefunden. Er hatte unter anderem esoterische Magnetarmbänder und Nahrungsergänzungsmittel vertrieben. Um diese zu verkaufen, war er viel unterwegs und selten bei seiner anstrengenden Familie. Edwin und Günther finden außerdem heraus, dass der Tote noch ein zweites Haus hatte und quasi ein Doppelleben führte. | 8. Feb. 2017       | Michael Schneider                     | Andreas Schmitz      |
| 21         | 13        | Liebesspieler                   | Bei einem Banküberfall wird der Täter relativ schnell festgenommen, allerdings hat er keine Beute bei sich. Während Edwin und Günther den Mann verhören, werden sie von ihm als Geisel genommen. Aus irgendeinem Grund hat der Geiselnehmer es aber ganz eilig. Vicky und Hui versuchen währenddessen, so schnell wie möglich Dinge über ihn in Erfahrung zu bringen und vor allem rauszufinden, wer das Geld denn hat. Sowohl der Leiter der Bankfiliale als auch die Ex-Frau des Täters scheinen ein Geheimnis zu haben und weichen Vickys Fragen aus.                                                                               | 15. Feb. 2017      | Thomas Durchschlag                    | Peter Güde           |
| 22         | 14        | Eine Art Magie                  | Ein Zaubertrick ist schiefgegangen. Statt aus der Kiste zu verschwinden, wurde die Assistentin des Zauberers Kallisto erstochen, da irgendwer den Mechanismus manipuliert hat, damit diese nicht heraus konnte. Kallisto versucht, den Verdacht auf einen konkurrierenden Zauberer und Erzfeind, den „Großen Maldini“ zu lenken, bei dem die Ermordete zuvor als Assistentin tätig war. Die Aussagen der beiden widersprechen sich jedoch gegenseitig. | 22. Feb. 2017      | Michael Schneider                     | Andreas Schmitz      |
| 23         | 15        | Aus dem Beton                   | Zwei Bewährungshelfer werden ermordet. Im Verdacht steht Teddy, ein junger Mann, den Edwin und Günther schon länger kennen, denn er ist Besitzer der Tatwaffe, auf der auch noch seine Fingerabdrücke sind. Außerdem war einer der Bewährungshelfer sein Bewährungshelfer. Edwin und Günther können jedoch nicht glauben, dass Teddy ein Mörder ist, zumal auch seine Freundin Chantalle „Schanti“ Neumann ihm ein Alibi gibt, und engagieren Hanno als seinen Anwalt. | 1. März 2017       | Michael Schneider                     | Sonja Schönemann     |
| 24         | 16        | Engel 07                        | Eine Frau behauptet, dass der junge Mann, der hinter ihr von einem Hochhaus gestürzt ist, ihr Schutzengel sei. Sie glaubt außerdem, dass es sich hier um einen Mord handelt. Die Ermittlungen werden dadurch erschwert, dass Vicky in Gedanken ständig bei ihrer schwangeren Frau ist, es Edwin sichtlich nicht gut geht und Hui sich sicher ist, dass es Selbstmord ist und die Zeugin eine Irre. | 8. März 2017       | Michael Schneider                     | Sonja Schönemann     |

## Staffel 3
Die dritte Staffel wurde vom 5. September 2018 bis zum 2. Januar 2019 erstausgestrahlt.
| Nr. (ges.) | Nr. (St.) | Originaltitel             | Zusammenfassung | Erstausstrahlung D | Regie              | Drehbuch         |
| ---------- | --------- | ------------------------- | --- | ------------------ | ------------------ | ---------------- |
| 25         | 1         | Dumm gelaufen             | Edwin liegt nach seinem Herzinfarkt immer noch im Krankenhaus und ist bisher scheinbar noch nicht aufgewacht. Während also Günther und Vicky den Mann einer mit einer Vase erschlagenen Frau verhören, muss Hui Ko auf Edwin aufpassen. In der Gegend, in der die Erschlagene und ihr Mann leben, gab es in letzter Zeit außerdem mehrere Einbrüche. Nach einiger Zeit wird von einer Obdachlosen eine zweite Leiche gefunden – die des Mannes, der die Einbrüche begangen hat. Edwin, der nur so getan hat, als wäre er noch im Koma, sowie Dr. Schmidt und Hui Ko ermitteln heimlich parallel zu Vicky und Günther. | 5. Sep. 2018       | Thomas Durchschlag | Sonja Schönemann |
| 26         | 2         | Es ist alles in Ordnung   | Der ehemalige Drogenabhängige Julius wird erstochen. Er wird im Hof einer Drogenberatungsstelle aufgefunden, bei der er ehrenamtlich half. Laut seinem Bruder war Julius schon seit ein paar Jahren clean, dennoch wurden in seiner Tasche Drogen gefunden; die Eltern halten einen Rückfall für nicht ausgeschlossen. Aber auch Dr. Schmidt kann die Aussage des Bruders bestätigen. Vicky, Edwin, Günther und Hui stellt sich also nun die Frage, ob der Tote mit Drogen gedealt hat, die er eventuell von seiner Freundin bekam, oder ob er sie einem anderen Jugendlichen entwendet hat. | 12. Sep. 2018      | Thomas Durchschlag | Sonja Schönemann |
| 27         | 3         | Auf die Plätze            | Bei den Bundesjugendspielen wird der Vater, der den Startschuss gegeben hat, erschossen. Edwin, Günther, Vicky und Hui befragen deshalb seine Ex-Frau, seine Tochter, deren beste Freundin und deren Mutter sowie zwei andere Mitschüler der beiden Mädchen. Vicky findet jedoch heraus, dass der Schuss gar nicht dem Ermordeten galt, sondern jemandem, der sich knapp neben ihm befand. | 19. Sep. 2018      | Michael Schneider  | Sonja Schönemann |
| 28         | 4         | Gut für die Gerechtigkeit | Die Frauenrechtlerin Lisa wird ermordet in einer Seitenstraße in der Nähe des Kölner Doms aufgefunden. Neben ihr ist ein Schild mit der Aufschrift „Wir sind kein Freiwild“ und dem Logo der Gruppe „FemResist“, und der Mörder hat auf ihren nackten Körper „DOCH“ geschrieben. Plocher möchte den Fall auf jeden Fall von der Presse möglichst fernhalten, um eine Feminismusdebatte zu vermeiden. Die Pressekonferenzen sollen ab jetzt also von Hui Ko gehalten werden, denn Günther, Edwin und Plocher selbst sind nicht geeignet, weil sie alte Männer sind und Vicky nicht, weil sie lesbisch ist. Unter diesen erschwerten Bedingungen finden Edwin und Günther dennoch heraus, dass die Ermordete schon vorher in verschiedenen Wohltätigkeitsvereinen Mitglied war – und das immer sehr engagiert – sowie dass sie einen Stalker hatte. | 26. Sep. 2018      | Thomas Durchschlag | Sonja Schönemann |
| 29         | 5         | Ein Schuss, zwei Treffer  | Beim Sex in einem Auto wird ein Paar von einem Schuss getroffen. Die Frau überlebt dies nicht, der Mann kommt ins Krankenhaus. Von der Nachbarin der Frau erfahren Edwin und Günther, dass der angeschossene Mann ein Callboy ist. Verdächtig sind nun also dessen Freundin, der Mann der Erschossenen sowie ein anderer Mann, der ihm schon mehrfach gedroht hat. | 10. Okt. 2018      | Michael Schneider  | Andreas Schmitz  |
| 30         | 6         | 1A-Stimmung               | Weil Edwin vergessen hat, die Karten für den anstehenden Polizeiball zu besorgen, herrscht im Team von Vicky, Günther, Hui und ihm schlechte Stimmung. Deshalb engagiert Plocher für die vier einen Mediator, der dieses Problem wieder beheben soll. Auf diesen Mediator werden jedoch nach und nach mehrere Anschläge verübt, die ihn töten sollen. So erfahren Vicky, Edwin, Günther und Hui, dass er eine Immobilie nicht bauen konnte, in der zwei verfeindete Motorrad-Clubs ihren Sitz haben sollten und in die die Mitglieder beider Clubs bereits viel Geld investiert hatten. Bei diesen Biker-Clubs handelt es sich um die „Knightrider‘s“ und die „Knight-Riders“, bei deren Streit es eigentlich nur um die Schreibweise des Namens geht. | 17. Okt. 2018      | Michael Schneider  | Andreas Schmitz  |
| 31         | 7         | Wie man's macht           | Als ein Arzt in einem Reha-Klinikum ermordet wird, sehen Edwin und Günther die Chance, dort undercover zu ermitteln. Sie finden heraus, dass er eine Affäre mit der Frau des Gärtners hatte und außerdem im selben Fallschirmverein wie der Chefarzt war. Nach den Untersuchungsergebnissen von Frau Dr. Schmidt wurde der Ermordete vergiftet. Außerdem steht Edwin eigentlich eine Chefarzt-Behandlung zu, jedoch wird er nicht von diesem behandelt. Auf Vickys und seine Fragen reagiert er auch nur ausweichend. | 24. Okt. 2018      | Thomas Durchschlag | Peter Güde       |
| 32         | 8         | Bankgeheimnis             | Der Angestellte einer Bank wird erdrosselt im Kofferraum einer Flughafenangestellten aufgefunden. Er wollte an diesem Tag eigentlich verreisen. Die Bank, bei der er angestellt war, will Vicky allerdings keine Informationen geben, an was der Tote gearbeitet hat und ob es in der Bank irgendwelche Probleme gibt. Sie erfährt jedoch, dass er sich nicht frei genommen hat. Edwin, Günther und Hui kommen da schon besser an Informationen. Der Bruder des Bankangestellten erzählt ihnen, dass er öfter in einem Dominastudio war. Dort schleusen sie undercover Dr. Schmidt ein. | 31. Okt. 2018      | Michael Schneider  | Peter Güde       |
| 33         | 9         | Willkommen im Chaos       | Auf der neuen Polizeiwache herrscht reinstes Chaos. Nicht nur die Möbel von Edwins und Günthers ehemaligen Chef kommen auf den Sperrmüll, sie bekommen auch Fälle, für die sie eigentlich gar nicht zuständig sind. So können sie aber einen Unfall mit einem Einbruch in eine Zoohandlung in Verbindung bringen, denn die Frau, die bei dem Autounfall gestorben ist, wurde von einer der entwendeten Spinnen gebissen. Außerdem war sie Mitleiterin einer Bioengineering Firma. Auch auf die anderen beiden Inhaber werden bzw. wurden Anschläge verübt. Die Mitleiterin der Toten berichtet, dass die drei von einer Bibel-Gruppe bedroht werden und deshalb eines von deren Mitgliedern der Täter sein könnte. Vor allem, da sie vor kurzer Zeit Patente eingereicht haben, unter denen eines war, das die Manipulation von DNA vor der Zeugung eines Kindes ermöglichen würde, sodass zum Beispiel Erbkrankheiten eliminiert werden könnten. Edwin sieht das kritisch, da man dann auch alles andere beliebig verändern könnte. | 7. Nov. 2018       | Thomas Durchschlag | Sonja Schönemann |
| 34         | 10        | Ich war das nicht         | In einer Goldschmiede wird eingebrochen. Die Täter sehen verdächtig nach Edwin und Günther aus, und auch der Inhaber erkennt die beiden wieder. Die beiden beteuern jedoch, nichts mit der Sache zu tun zu haben. Es folgen außerdem weitere Einbrüche, bei denen die beiden angeblich die Täter sind. Edwin und Günther glauben, dass sich irgendjemand an ihnen rächen will und die Videos der Überwachungskameras gefälscht hat. Jedoch können weder Hui Ko noch die Mitarbeiter der IT einen Hinweis darauf finden. | 14. Nov. 2018      | Thomas Durchschlag | Sonja Schönemann |
| 35         | 11        | Alles wird gut            | Ein Auto wird im Wald mit Blut darin gefunden, jedoch ist weit und breit keine Leiche aufzufinden. Besitzer des Autos ist Alexander Drack, der schon von seiner fünfzehn Jahre älteren Freundin als vermisst gemeldet wurde. Edwin ist sich sicher, dass der Mann tot oder ins Ausland abgehauen ist, denn er und seine Lebensgefährtin wollen bald heiraten. Für seine Firma hat der Verschwundene außerdem angeblich eine neue App zum Patent eingereicht. Während bei seinen Eltern ein Erpresserbrief ankommt, was auf eine Entführung hinweist, finden Vicky, Edwin, Günther und Hui immer größere Merkwürdigkeiten in der Vergangenheit des Mannes. | 21. Nov. 2018      | Thomas Durchschlag | Sonja Schönemann |
| 36         | 12        | Mord im Dunkeln           | Eigentlich waren Vicky, Edwin, Günther und Hui auf dem Weg zu einer Fortbildung, auf die eigentlich nur Vicky Lust hatte, um von ihrer Frau und ihrem Kind wegzukommen. Wegen einer Panne an ihrem Auto müssen sie jedoch an einem Waldhotel Halt machen. Während ihres Aufenthalts wird dessen Inhaberin erstochen. Es fragt sich nun, wer der Täter ist, denn während des Mordes gab es einen Stromausfall, ausgelöst durch einen Kurzschluss. Vicky und Hui befragen die Gäste, wobei eigentlich auch Edwin und Günther helfen sollten, die jedoch mit einem geliehenen Dienstwagen abhauen. Die Ermordete und ihr Mann waren kurzzeitig getrennt. In dieser Zeit war sie mit dem Arzt aus dem nächsten Dorf zusammen. Des Weiteren hatte sich eine ehemalige Schulkameradin, mit der die Tote offenbar vor zwanzig Jahren Streit hatte, die Tatwaffe geliehen, um einen Knoten in ihren Schnürsenkeln zu lösen. Lediglich die beiden anderen Angestellten haben kein Motiv.                                                      | 28. Nov. 2018      | Thomas Durchschlag | Peter Güde       |
| 37         | 13        | Ein Kind verschwindet     | Der vierjährige Finn verschwindet im Zoo. Im Zoo und dessen näherer Umgebung ist jedoch nichts von ihm zu finden. Auch die Videos der Überwachungskameras auszuwerten dauert erst einmal einige Zeit. Zu allem Überfluss ist Günther auch noch wegen eines Bandscheibenvorfalls in Bratislava im Krankenhaus, und Vicky, Edwin und Hui müssen alleine ermitteln. Edwin vermutet, dass der Vater seinen Sohn entführt hat, denn er und die schwedische Mutter des Sohnes sind getrennt, und sie wollte in einigen Tagen mit Finn nach Schweden ziehen – ohne Mitwissen ihres Ex-Mannes. Auch die Großeltern können sich nicht erklären, wo ihr Enkel ist, vermuten aber, dass seine Mutter hinter dessen Verschwinden steckt. Allerdings hat die ein Alibi. | 5. Dez. 2018       | Patrick Winczewski | Julia Thürnagel  |
| 38         | 14        | Mehr Druck                | Der Nachwuchsfußballspieler Oskar wird auf dem Weg zum Training verprügelt und kommt ins Krankenhaus. Damit ist die Aussicht auf eine Profikarriere in Gefahr. Eines seiner Teammitglieder, Leon, ist auch im Krankenhaus. Er wurde einen Tag vorher von einem Auto angefahren, als er ebenfalls auf dem Weg zum Training war. Oskars Mutter empfiehlt als allererstes, sich mal bei den Eltern der Spieler umzuhören, die jetzt nachrücken. | 12. Dez. 2018      | Patrick Winczewski | Sonja Schönemann |
| 39         | 15        | Alles Symbolik            | Drei Mitglieder aus Markus Messerschmitt „Mackie Messers“ Gang werden erschossen. Bei der Obduktion fällt Dr. Schmidt auf, dass alle drei das gleiche Haifischzahn-Tattoo haben, das posthum mit einem Messer durchgekreuzt wurde. Kurz darauf melden sich fast alle anderen Mitglieder aus Mackies Gang freiwillig, um in Schutzhaft zu gehen. Edwin und Vicky erfahren bei den Ermittlungen, dass Markus Messerschmitt vor zwei Jahren angeblich in seinem Pool in seiner neuen Wohnung in Marienburg nachts beim Schwimmen ertrunken ist, was ihnen äußerst seltsam vorkommt. Messerschmitts Sohn, Besitzer zahlreicher Spielhallen in Köln, und dessen Angestellter lenken den Verdacht auf Teddy. Dessen Freundin Schanti Neumann kann ihm diesmal aber kein Alibi geben. Plocher, der in Hoffmanns Anwesenheit bei den Ermittlungen hilft, und Edwin glauben aber trotzdem nicht, dass Teddy ein Mörder ist. Edwin soll des Weiteren immer noch rausfinden, ob Hanno Günthers Tochter Tina betrügt.                            | 19. Dez. 2018      | Patrick Winczewski | Sonja Schönemann |
| 40         | 16        | Wer einmal lügt           | Andrea Thorwarth wird tot in ihrer Wohnung aufgefunden, mit Alkohol und zahlreichen Pillen im Blut, die ihren Tod ausgelöst haben – und außerdem hatte sie Botox im Magen, was auch tödlich wirkt. Also wollte jemand ganz sicher gehen. Ihre Schwester Melanie behauptet, dass Andrea von ihrem Mann ermordet wurde. Zwar war sie depressiv, wollte sich aber von ihm trennen und mit Melanie auf die Kanaren fliegen. Ihr Mann hatte sie nämlich immer wieder betrogen. Allerdings könnte es sich auch um Selbstmord handeln. Sie können jedoch nichts richtig beweisen. Außerdem hat der Mann sich gleich einen Anwalt genommen, da Edwin nicht ganz bei der Sache war, weil er rausgefunden hat, dass Hanno Tina betrügt, und zwar mit Chantalle „Schanti“ Neumann. | 2. Jan. 2019       | Patrick Winczewski | Sonja Schönemann |

## Staffel 4
Die vierte Staffel wurde vom 8. Januar bis zum 22. April 2020 in der ARD ausgestrahlt.
| Nr. (ges.) | Nr. (St.) | Originaltitel                    | Zusammenfassung | Erstausstrahlung D | Regie                    | Drehbuch                     |
| ---------- | --------- | -------------------------------- | --- | ------------------ | ------------------------ | ---------------------------- |
| 41         | 1         | Fossi                            | Christina Schneider, genannt „Fossi“, ist eine ehemalige Mitschülerin von Vicky. Sie wird tot in einem Wohnwagen aufgefunden, erschlagen und in Folie eingewickelt. Es ist also sicher, dass zu der bald anstehenden 25 Jahre Abi-Feier schon mal eine weniger da sein wird. Frau Dr. Schmidt findet heraus, dass die Tote außerdem HPV hatte. Zunächst denken sie, Fossi habe als Fremdsprachenkorrespondentin bei der Sparkasse gearbeitet, jedoch scheint sie dort niemand zu kennen. Durch Christinas Nachbarin erfahren Vicky, Edwin, Günther und Hui, dass die Tote als Prostituierte gearbeitet hat. Auch der Wohnwagen, in dem sie gefunden wurde, ist äußerst merkwürdig, denn es gibt noch einen Wohnwagen mit genau demselben Kennzeichen. Es stellt sich heraus, dass die Plakette des Wohnwagen, in dem Fossi gefunden wurde, eine Fälschung ist. Währenddessen ist Vicky auch wegen Christinas Tod hin- und hergerissen, ob sie selber zum Klassentreffen gehen soll und holt sich deshalb Rat bei Hui, Edwin, ihrer Frau Greta und schließlich Dr. Schmidt.                                                                    | 8. Jan. 2020       | Dennis Satin             | Peter Güde, Sonja Schönemann |
| 42         | 2         | Die Agentur                      | Bei der Jubiläumsfeier seiner Doppelgängeragentur wird der Inhaber ermordet. Dr. Schmidt findet heraus, dass er von einem Pilz vergiftet wurde, der an und für sich nicht giftig ist, es sei denn, er wird mit Alkohol vermischt. Dass der Ermordete diesen Pilz in seinem Schrebergarten wachsen hatte, war kein Geheimnis in der Agentur. Die Hauptverdächtigen sind „Marilyn“, die unbedingt einen Plattenvertrag haben will und nicht ständig als Marilyn auftreten, „Dean Martin“, von dem zudem vermutet wird, mit einer Einbruchsserie in Verbindung zu stehen, sowie der Freund des Toten, mit dem dieser zwei Wochen zuvor Schluss gemacht hat. | 15. Jan. 2020      | Dennis Satin             | Andreas Schmitz              |
| 43         | 3         | Altes Eisen                      | Edwin und Günther werden von Tina gebeten, sich um die Mutter einer alten Schulfreundin zu kommen. Diese lebt nämlich in einem Altenheim, in dem sich in letzter Zeit einige Todesfälle angehäuft haben. Die Toten hatten merkwürdigerweise immer zur etwa der gleichen Uhrzeit einen Herzinfarkt, abgesehen von ihrem Alter aber keine Vorerkrankungen. Außerdem stellt Dr. Schmidt fest, dass alle drei Toten ein Barbiturat im Blut hatten, das normalerweise zur Anästhesie, aber vor allem zum Einschläfern von Tieren benutzt wird. Tatsächlich wurden in letzter Zeit auch einige Tiere verstümmelt aufgefunden. Jedenfalls würden von dem Tod der Ermordeten nicht nur die Leiterin des Altenheims profitieren, sondern auch die Angehörigen derer, die auf der Warteliste für das Heim sind. Auch eine Pflegerin steht im Verdacht, denn die würde als ehemalige Anästhesistin an das Barbiturat herankommen. | 22. Jan. 2020      | Claudia Jüptner-Jonsdorf | Julia Thürnagel              |
| 44         | 4         | Böse Menschen haben keine Lieder | Morgens wird der Chorleiter Ecki tot aufgefunden, auf einer Bank sitzend. Am Tag zuvor war Chorprobe. Außerdem wurde er gerade beklaut. Der Dieb kann verhaftet werden, als er mit Eckis EC-Karte in einem Plattenladen bezahlen möchte. Er wird auch des Raubmordes verdächtigt, jedoch glauben Edwin und Günther nicht daran und recherchieren somit im privaten Umfeld des toten Chorleiters, also bei dessen Witwe und außerdem im Chor selbst. Dabei begegnen sie einer Privatdetektivin, die von Ecki beauftragt wurde, um seiner Frau hinterher zu spionieren, denn er glaubte, dass sie ihm nicht ganz treu war. Die Detektivin konnte jedoch nichts finden, bis auf einen seltsamen Einkauf in einem Orthopädiegeschäft. Vicky kommt allerdings auf die Idee, dass sie keinen Mann, sondern eine Frau suchen. | 29. Jan. 2020      | Patrick Winczewski       | Peter Güde                   |
| 45         | 5         | Langfristig untragbar            | In einem Fahrradschuppen wird die Leiche eines Mannes gefunden, der einen schweren Stromschlag erlitten hat, der so stark war, dass er nicht natürlich sein konnte. Bis auf Frau Dr. Schmidt ist aber niemand von dieser Todesursache sehr fasziniert. Immer mehr Indizien zeigen auf die aktuelle Freundin des Opfers, Nicole Braunsfeld. Auch weil Jens Katter in der Vergangenheit bei seinen Ex-Freundinnen nicht für Treue bekannt war, von denen dennoch keine ihn verdächtig findet. Allerdings scheint Nicole auch zu dumm für den Mord, sodass es viel zu einfach gewesen wäre, wäre sie die Mörderin. Dann taucht aber noch Katters rein platonische, langjährige Freundin Mona auf, die den Kommissaren allerlei mögliche Beweise gibt. | 5. Feb. 2020       | Claudia Jüptner-Jonsdorf | Sonja Schönemann             |
| 46         | 6         | Aliens                           | Zunächst ist es nicht allzu seltsam, dass Laura Frebel erstickt in ihrem Bett gefunden wird, abgesehen natürlich von der Tatsache, dass sie ermordet wurde. Jedoch werden vor allem Edwin und Vicky misstrauisch, als die Nachbarn behaupten, in der Nacht ein UFO gesehen zu haben. Edwin und Günther finden heraus, dass das Opfer einige Zeit eine Gruppe von UFO-Beobachtern besuchte. Bei der Befragung von deren Mitgliedern erfahren sie, dass es in Köln anscheinend schon mehrere Jahre Kontakt mit Außerirdischen zu geben scheint – mit Außerirdischen, die auch vor Mord nicht zurückschrecken. | 12. Feb. 2020      | Dennis Satin             | Sonja Schönemann             |
| 47         | 7         | Endlich frei sein                | Günther, Edwin, Vicky und Hui haben eine neue Kollegin, Hannah Gereg. Vor allem Edwin ist nicht begeistert. Aber weder Vicky noch Plocher haben Frau Gereg freiwillig eingestellt. Nur Hui scheint erst mal nichts gegen sie zu haben. Auch Frau Gereg war Rentnerin und hat früher bei der Kripo im Sauerland gearbeitet. Nach einiger Zeit haben die fünf einen neuen Fall: Eine Frau wird tot unter einer Brücke aufgefunden und ist scheinbar nicht freiwillig gesprungen. Frau Dr. Schmidt findet Drogen im Blut der Toten. Außerdem führen einige Spuren zu einem jungen Mann, mit dem die Tote ein Verhältnis hatte. | 19. Feb. 2020      | Patrick Winczewski       | Sonja Schönemann             |
| 48         | 8         | Ich bring dich um                | In einer Mülltonne vor seiner Garage wird Martin Turm erschlagen aufgefunden. Verdächtig ist sein ehemaliger Mitarbeiter Sascha Kesko, mit dessen Frau der Tote eine Affäre hatte, zumal Kesko Turm vor allen anderen Mitarbeitern gedroht hat ihn umzubringen. Jedoch kann er sich nicht mehr an die Tatnacht erinnern, obwohl seine Fingerabdrücke auf der Tatwaffe sind. | 26. Feb. 2020      | Patrick Winczewski       | Sonja Schönemann             |
| 49         | 9         | Auf alles vorbereitet            | Im Wald findet eine Försterin einen toten Mann, der auf keinen Fall eines natürlichen Todes gestorben sein kann. Während ihrer Ermittlungen stoßen Günther und Edwin darauf, dass der Tote Leiter einer Gruppe von Preppern war. Besonders einer der Teilnehmer fällt ihnen da ins Auge, da er sich seltsamerweise auch am Tatort aufhält. | 4. März 2020       | Thomas Durchschlag       | Peter Güde                   |
| 50         | 10        | No risk, no fun                  | Bei einem Einbruch stirbt die Einbrecherin, eine junge Frau, die zudem, wie Dr. Schmidt bald feststellt, schwanger war. Der Tod wurde dadurch ausgelöst, dass sie ungünstig auf einem Anhänger aufkommt. Außerdem war Seife auf dem Dach. Günther, Vicky, Hui und Plocher, der an dem Fall mitarbeitet, da Edwin krank im Bett liegt, stellen sich die Frage, ob der Tod der Frau nur ein Unfall war oder ihr jemand nach dem Leben trachtete. Die vier stoßen bei ihren Ermittlungen außerdem auf die drei anderen Mitglieder der Parcours Gruppe der Toten, die sich nicht mit allen Mitgliedern vertragen zu haben scheint, und auch mit ihrem Freund soll es Streit wegen des Babys gegeben haben. | 11. März 2020      | Thomas Durchschlag       | Julia Thürnagel              |
| 51         | 11        | Wat fott es, es fott             | In einem Gestüt wird dessen Leiter tot in einer Pferdebox aufgefunden, außerdem daneben der Hauptverdächtige inklusive der Tatwaffe. Vicky und Günther können ihren Augen nicht trauen, als sie am Tatort ankommen, denn besagter Hauptverdächtiger ist Plocher, der zu allen Überfluss auch noch ein Motiv hat, denn seine Frau hatte eine Affäre mit dem Toten. Vicky, Günther und Hui glauben jedoch nicht, dass Plocher jemanden umbringen würde und versuchen verzweifelt, seine Unschuld zu beweisen. | 18. März 2020      | Janis Rebecca Rattenni   | Peter Güde                   |
| 52         | 12        | Rasputin                         | Vicky bekommt eine Beförderungsmöglichkeit. Abgesehen davon, dass sie dann ein höheres Gehalt bekäme, hätte sie auch geregeltere Arbeitszeiten und somit mehr Zeit für ihre Frau und ihren Sohn, müsste aber dann auch die Verbrecherjagd aufgeben. Eigentlich hat sie sich auch schon entschieden und gibt deshalb bei den Ermittlungen ihres nächsten Falles alles, um dem Täter auf die Spur zu kommen. Es wurde nämlich ein Mann erstochen, der immer wieder wertvolle Gemälde gestohlen hatte und diese dann an Kunstsammler verkauft hat. Bei den Ermittlungen fallen vor allem der Vorsitzende eines Kölner Karnevalvereins sowie der Kunstsammler „Rasputin“ in Vickys Blickfokus. Des Weiteren erhalten sie von der Besitzerin eines Kiosks (Hella von Sinnen), der gegenüber dem Haus des Leiters des Karnevalsvereins in Marienburg steht, Informationen, was sich in der Tatnacht abgespielt hat. Der Tote war Taxifahrer und hat eine Person zum Haus gefahren, kam später aber nochmal zurück. Vicky berät sich unterdessen auch mit ihrer Frau Greta Adam sowie Günther, was sie bezüglich der Beförderungschance machen soll. | 25. März 2020      | Janis Rebecca Rattenni   | Lars Albaum, Peter Güde      |
| 53         | 13        | Aus Liebe                        | Aus Rache, weil er sie um eine Menge Geld gebracht hat, überfährt eine Frau mit Vollgas einen Mitte sechzigjährigen Mann, der früher einmal Gymnasiallehrer war. Sie erzählt, sie habe den Mann auf einer Dating-Plattform kennengelernt und mit ihm geschrieben und telefoniert und ihm Geld geliehen, weil er angeblich Geldsorgen hatte. Nachdem sie ihn das Geld geliehen hat, habe er plötzlich den Kontakt abgebrochen. Gesehen hat sie den Mann allerdings nie, nur seinen Sohn hat sie einmal getroffen. Vicky, Günther, Hui und Frau Gereg finden heraus, dass der Mann, den die Frau für „Gérard“ gehalten hat, gar nicht der war, für den sie ihn gehalten hatte und auch, dass irgendwer mit dem Bild des Toten noch weitere Profile auf ebendieser Dating-Plattform erstellt hat und mit den Frauen, mit denen er schrieb und telefonierte, ähnlich vorgegangen war wie mit der Frau, die den toten Gymnasiallehrer überfahren hat. Um aufzuklären, wer hinter den Betrügen steckt, meldet sich Heidrun, auch mit falscher Identität, auf der Plattform an.                                                                      | 1. Apr. 2020       | Janis Rebecca Rattenni   | Julia Thürnagel              |
| 54         | 14        | Vergeigt                         | Während Heidrun und Günther in einem Privatkonzert einer berühmten Geigerin sind, wird ein Mann erschossen. Außerdem wird bei ihm ein Koffer mit mehreren Millionen Euro gefunden. Die Geige der Geigerin soll außerdem in ein paar Tagen versteigert werden – in dem Auktionshaus, in dem der Tote gearbeitet hat. Außerdem hatte er eine eher nur von ihr gewollte Affäre mit seiner Chefin, von der auch seine Freundin wusste. | 8. Apr. 2020       | Janis Rebecca Rattenni   | Christoph Wortberg           |
| 55         | 15        | Herr Ko vegan                    | Edwin ist wieder im Dienst, wenn auch nur im Innendienst. Ein Lieferant für ein veganes Restaurant wird absichtlich überfahren. Jedoch ist die Frage von wem. Um mehr herauszufinden, soll Hui Ko in dem veganen Restaurant undercover kellnern. | 15. Apr. 2020      | Thomas Durchschlag       | Lars Albaum                  |
| 56         | 16        | Die lieben Kollegen              | Erdrosselt wird die Chefin eines Pharmaunternehmens in ihrem Auto gefunden. Bei ihren Ermittlungen stellen sie fest, dass die Tote sich auf ihrer Arbeit nicht gerade viele Freunde gemacht hat, denn nur ihre Sekretärin scheint sie gemocht zu haben. Besonders ein Kollege hatte etwas gegen sie, da er gerne ihre Stelle gehabt hatte. Außerdem hat sie die Wut eines Bewerbers auf eine neue Stelle auf sich gezogen, mit dem sie offenbar einen Streit gehabt hat. Ebendieser Bewerber behauptet auch von sich transgender zu sein. Der Mann der Toten, von dem sie zwar getrennt war, aber nicht geschieden, will außerdem bald seine Freundin heiraten, wobei der Tod seiner Ex ganz gelegen käme. Allerdings hat er ein Alibi. Hui Ko muss außerdem währenddessen alle Akten genderkonform umschreiben, wovon nur Plocher begeistert ist, der auch findet, dass Vicky dies auch unterstützen sollte, weil sie ja lesbisch ist. | 22. Apr. 2020      | Thomas Durchschlag       | Julia Thürnagel              |

## Staffel 5
Die fünfte Staffel mit acht Folgen wurde vom 3. November bis zum 22. Dezember 2021 in der ARD ausgestrahlt.
| Nr. (ges.) | Nr. (St.) | Originaltitel                  | Erstausstrahlung D | Regie                  | Drehbuch                    |
| ---------- | --------- | ------------------------------ | ------------------ | ---------------------- | --------------------------- |
| 57         | 1         | Die italienische Angelegenheit | 3. Nov. 2021       | Janis Rebecca Rattenni | Peter Güde                  |
| 58         | 2         | Kommt Zeit, kommt Müll         | 10. Nov. 2021      | Janis Rebecca Rattenni | Peter Güde                  |
| 59         | 3         | Auf den Hund gekommen          | 17. Nov. 2021      | Janis Rebecca Rattenni | Andreas Schmitz             |
| 60         | 4         | Der alte Fritz                 | 24. Nov. 2021      | Janis Rebecca Rattenni | Peter Güde                  |
| 61         | 5         | Entführt                       | 1. Dez. 2021       | Denis Satin            | Christoph Wortberg          |
| 62         | 6         | Doppelt gestorben hält besser  | 8. Dez. 2021       | Denis Satin            | Peter Güde & Jonas Pflaumer |
| 63         | 7         | Am Haken                       | 15. Dez. 2021      | Denis Satin            | Julia Thürnagel             |
| 64         | 8         | Die Nacht hat tausend Augen    | 22. Dez. 2021      | Denis Satin            | Peter Güde                  |

## Staffel 6
Im Sommer 2022 wurden die Rentnercops um eine 12-teilige 6. Staffel (Folgen 65–76) verlängert. Diese Staffel wurde vom 15. Februar bis zum 10. Mai 2023 von der ARD ausgestrahlt.
| Nr. (ges.) | Nr. (St.) | Originaltitel           | Erstausstrahlung D | Regie                  | Drehbuch                                        | Zuschauer | Marktanteil |
| ---------- | --------- | ----------------------- | ------------------ | ---------------------- | ----------------------------------------------- | --------- | ----------- |
| 65         | 1         | Volle Kraft voraus      | 15. Feb. 2023      | Jan Markus Linhof      | Christoph Wortberg                              | 2,56 Mio. | 11,6 %      |
| 66         | 2         | Geschmackssache         | 22. Feb. 2023      | Jan Markus Linhof      | Peter Güde                                      | 2,38 Mio. | 10,8 %      |
| 67         | 3         | Glamping                | 8. März 2023       | Jan Markus Linhof      | Andreas Schmitz                                 | 2,34 Mio. | 10,5 %      |
| 68         | 4         | Titanendämmerung        | 15. März 2023      | Jan Markus Linhof      | Peter Güde, Julia Schwarz                       | 2,36 Mio. | 10,9 %      |
| 69         | 5         | FC Flönz                | 22. März 2023      | André Siebert          | Peter Güde                                      | 2,50 Mio. | 11,4 %      |
| 70         | 6         | Das fliegende Auge      | 29. März 2023      | André Siebert          | Peter Güde, Andreas Schmitz                     | 2,52 Mio. | 12,2 %      |
| 71         | 7         | Mord vor der Hochzeit   | 5. Apr. 2023       | André Siebert          | Peter Güde, Jonas Pflaumer                      | 2,23 Mio. | 11,3 %      |
| 72         | 8         | Zum Aussterben verdammt | 12. Apr. 2023      | André Siebert          | Peter Güde, Julia Schwarz                       | 2,38 Mio. | 11,1 %      |
| 73         | 9         | Arzu                    | 19. Apr. 2023      | Janis Rebecca Rattenni | Peter Güde                                      | 1,97 Mio. | 9,9 %       |
| 74         | 10        | Das Krimidinner         | 26. Apr. 2023      | Janis Rebecca Rattenni | Peter Güde, Andreas Schmitz, Viviane Koppelmann | 2,03 Mio. | 10,7 %      |
| 75         | 11        | Das Geständnis          | 3. Mai 2023        | Janis Rebecca Rattenni | Peter Güde, Jonas Pflaumer                      | 1,82 Mio. | 10,4 %      |
| 76         | 12        | Kristallfieber          | 10. Mai 2023       | Janis Rebecca Rattenni | Peter Güde, Julia Thürnagel                     | 2,16 Mio. | 11,3 %      |

## Staffel 7
Im Herbst 2023 begannen die Dreharbeiten für 6 finale Folgen, welche vom 27. März bis zum 8. Mai 2024 ausgestrahlt wurden.
| Nr. (ges.) | Nr. (St.) | Originaltitel                    | Erstausstrahlung D | Regie                 | Drehbuch       | Zuschauer | Marktanteil |
| ---------- | --------- | -------------------------------- | ------------------ | --------------------- | -------------- | --------- | ----------- |
| 77         | 1         | Knick Knack                      | 27. März 2024      | Janis Rebecca Ratteni | Peter Güde     | 1,97 Mio. | 9,9 %       |
| 78         | 2         | Akte Bielefelder                 | 3. Apr. 2024       | Janis Rebecca Ratteni | Jonas Pflaumer | 2,06 Mio. | 10,5 %      |
| 79         | 3         | Frau Dr. Krüger                  | 10. Apr. 2024      | André Siebert         | Peter Güde     | 1,84 Mio. | 10,2 %      |
| 80         | 4         | Ist das Kunst oder kann das weg? | 17. Apr. 2024      | André Siebert         | Nina Blum      | 1,92 Mio. | 10,0 %      |
| 81         | 5         | Der letzte Wurf                  | 24. Apr. 2024      | Janis Rebecca Ratteni | Nina Blum      | 1,91 Mio. | 10,2 %      |
| 82         | 6         | Schluss mit Lustig               | 8. Mai 2024        | André Siebert         | Peter Güde     | 1,65 Mio. | 10,6 %      |